# Nam Hòa, Thái Nguyên
Nam Hòa là một xã thuộc tỉnh Thái Nguyên, Việt Nam.

## Địa lý
Xã Nam Hòa có vị trí địa lý:
- Phía đông giáp xã Tràng Xá và xã Trại Cau
- Phía tây giáp phường Linh Sơn
- Phía nam giáp xã Trại Cau, xã Tân Khánh và phường Gia Sàng
- Phía bắc giáp xã Văn Hán

Xã Nam Hòa có diện tích 65,02 km², dân số năm 2025 là 16.237 người. Khu vực được quy hoạch phát triển xây dựng đô thị, thương mại, dịch vụ, công nghiệp, nông nghiệp ứng dụng công nghệ cao và du lịch. Hạ tầng giao thông trên địa bàn xã cótuyến đường quốc lộ 17.

## Lịch sử
Tháng 6 năm 2025, xã Nam Hòa được thành lập trên cơ sở nhập toàn bộ diện tích tự nhiên, quy mô dân số của xã Nam Hoà (diện tích tự nhiên là 24,48 km²; dân số là 12.209 người) và xã Cây Thị (diện tích tự nhiên là 40,54 km²; dân số là 4.028 người) của huyện Đồng Hỷ. Trụ sở làm việc của xã nằm tại trụ sở xã Nam Hoà cũ.

## Hành chính
Đến năm 2005, xã Nam Hòa được chia thành 22 xóm: Đầm Ninh, Đầm Diềm, Đầm Cỏ, Trung Lợi, Na Tranh, Na Quán, Ba Cóc, Con Phượng, Trại Gião, Gò Trẹo, Cầu Đất, Trại Gai, Quang Trung, Đồng Chắn, Đồng Mỏ, Quang Minh, Ao Sen, Mỹ Lập, Gốc Thị, Chí Son, Bờ Suối, Mới. Năm 2019, sáp nhập hai xóm Đầm Ninh và Đầm Diềm thành xóm Hoàng Gia, sáp nhập xóm Trung Lợi vào xóm Na Tranh, sáp nhập xóm Mới vào xóm Bờ Suối, sáp nhập hai xóm Ba Cóc và Con Phượng thành xóm Ba Phượng, sáp nhập hai xóm Quang Minh và Ao Sen thành xóm Đoàn Kết, sáp nhập hai xóm Cầu Đất và Trại Gai thành xóm Cầu Gai.
Đến năm 2005, xã Cây Thị được chia thành 8 xóm: Cây Thị, Hòa Bình, Hoan, Khe Cạn, Kim Cương, Mỹ Hòa, Suối Găng, Trại Cau. Năm 2019, sáp nhập xóm Hòa Bình vào xóm Trại Cau.

## Kinh tế - xã hội
Trên địa bàn xã Cây Thị có mỏ sắt Kim Cương với tiềm năng 9 vạn tấn thuộc mỏ sắt Trại Cau. Cây Thị có con suối Hoan, chảy dọc theo địa bàn và cung cấp nguồn nước tưới cho 1/3 diện tích đất nông nghiệp của xã Cây Thị, tuy nhiên suối đang dần cạn kiệt do tình trạng khai thác vàng trái phép Đến đầu năm 2011, nạn khai thác vàng trái phép mới được chấm dứt.
Xóm Chí Sơn thuộc xã Nam Hòa là nơi triển khai thực hiện đề tài khoa học "Bảo tồn hát soọng cô dân tộc Sán Dìu".
Ngoài ra, trên địa bàn xã Nam Hoà còn có công ty may TNG chi nhánh huyện Đồng Hỷ nằm trên địa bàn.